# Текіє (Баку)
Текіє (азерб. Təkiyə — історична пам'ятка XIII століття. Вона розташована в історичній частині міста Баку, Ічері-шехер на вулиці Гази Мухаммеда. Згідно з Постановою Кабінету Міністрів Азербайджанської Республіки від 2 серпня 2001 року будівля була зареєстрована як національний пам'ятник архітектури .

## Історія
Текіє була побудована в XIII столітті. Спочатку дана споруда функціонувала як притулок для дервішів. Потім функціонувала як махалля мечеть, а також як школа.
У 1967 році навколо Текіє проводилися археологічні розкопки. У 1970 році Текіє була відреставрована.

## Архітектурні особливості
Фасад пам'ятника дивиться на південь в сторону Дівочої вежі. Історичний пам'ятник Текіє складається з однієї кімнати. Міхраб, покритий системою східчастих склепінь додає особливу красу внутрішньому простору будівлі.

## Галерея

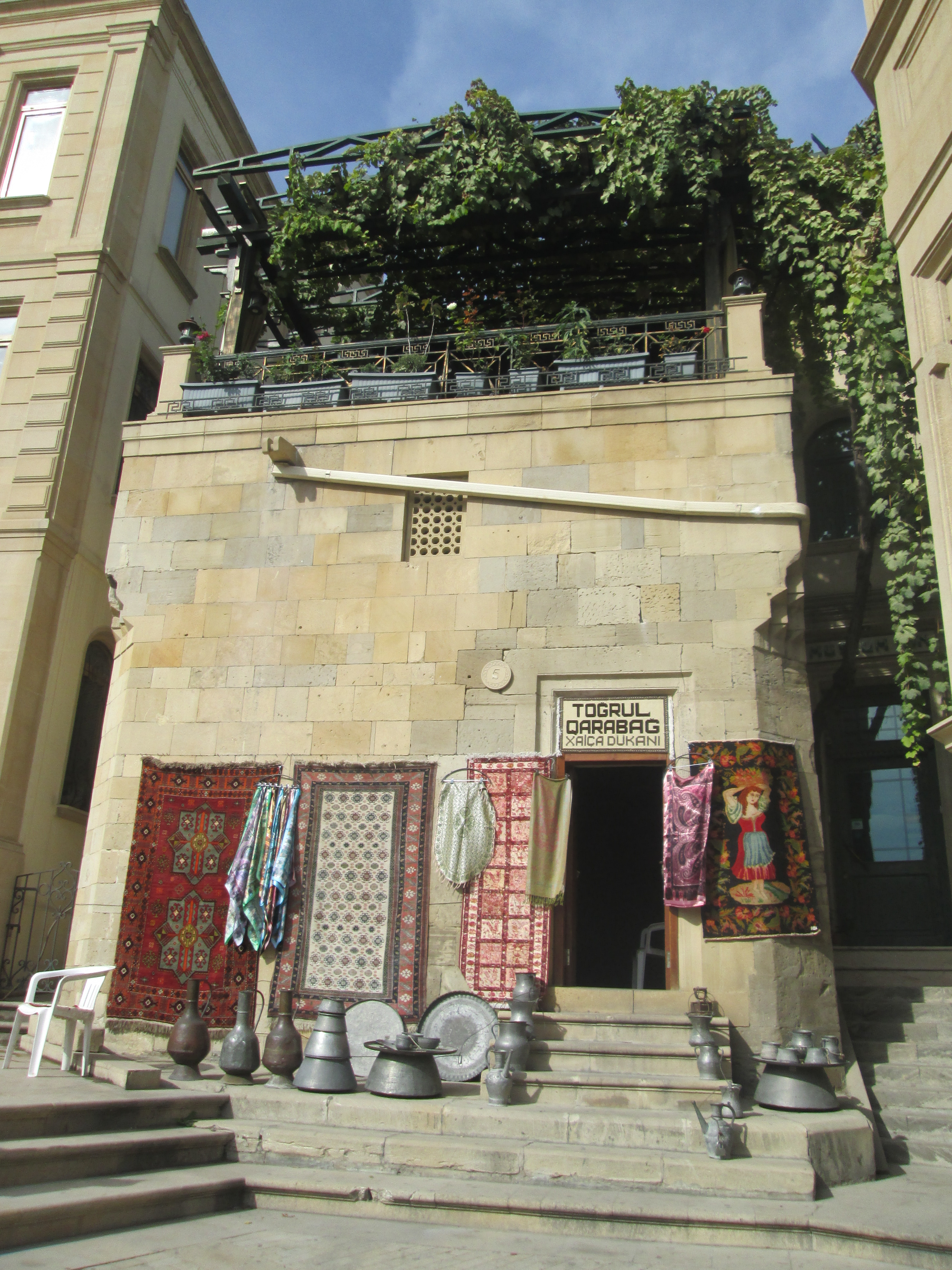
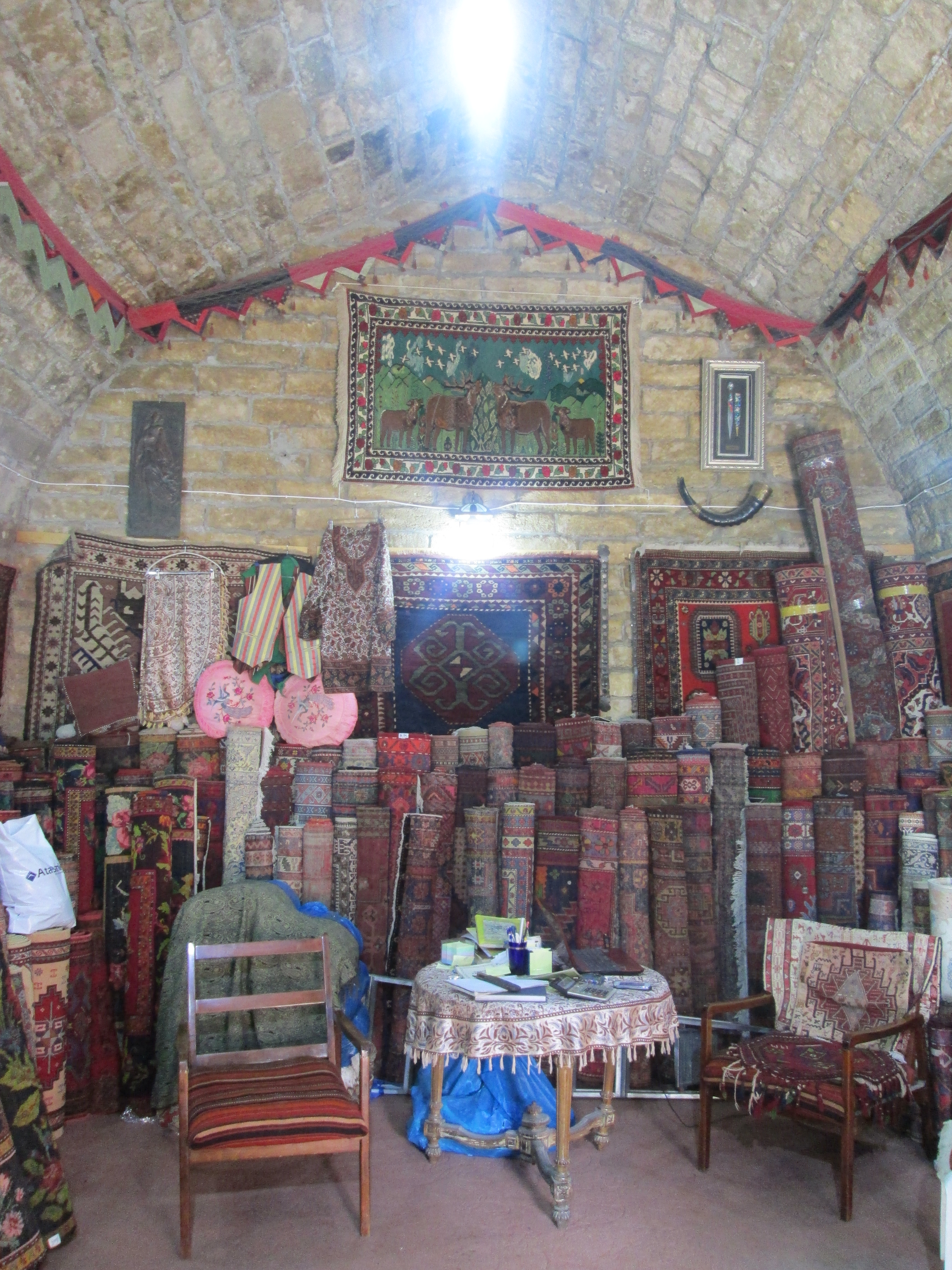
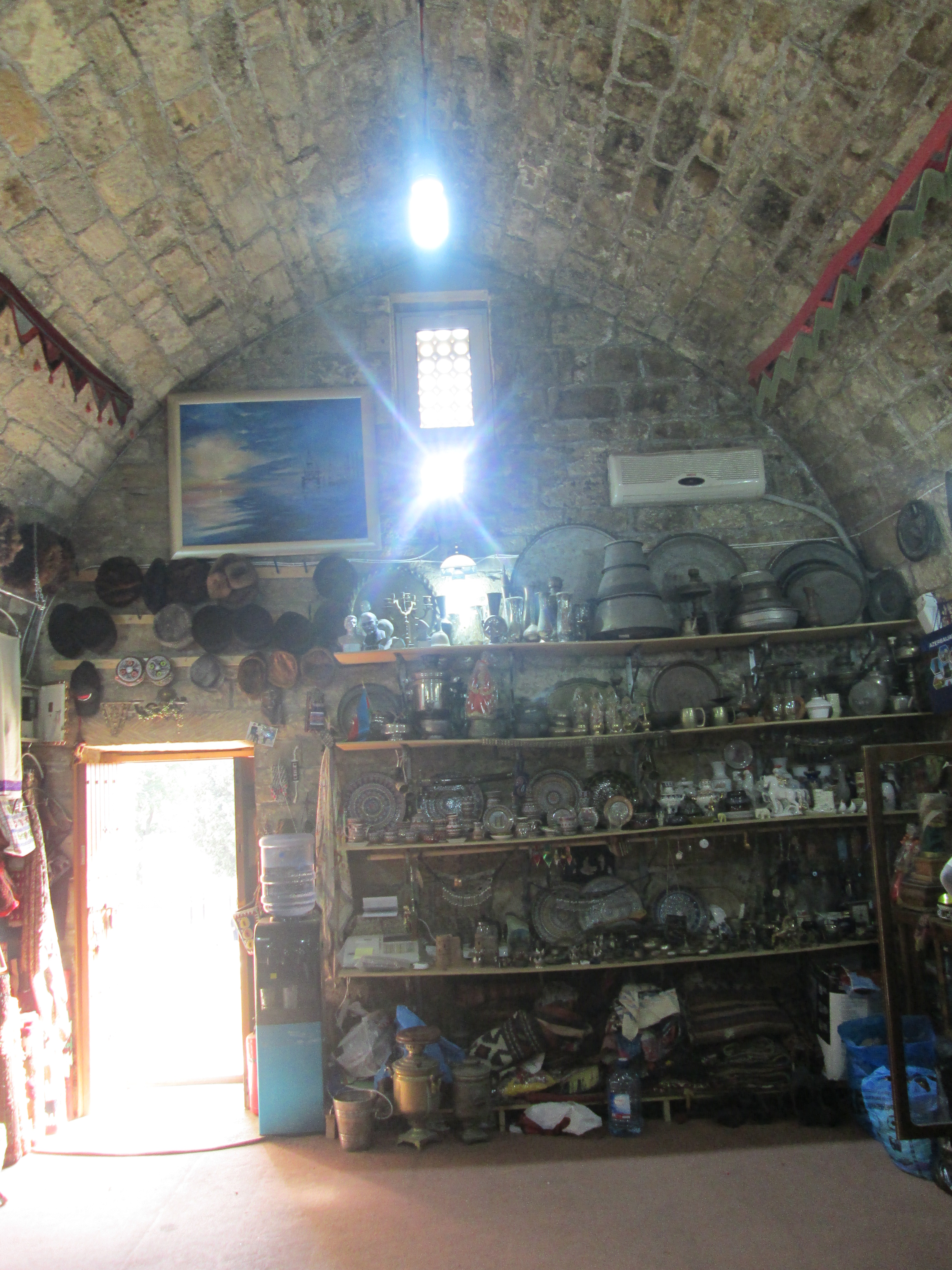